# Археологически комплекс „Дуранкулак“
Археологическият комплекс „Дуранкулак“ е комплексен археологически обект, разположен в района на Дуранкулашкото езеро при село Дуранкулак, североизточна България.
Тук е открита най-ранната фаза на културата Хаманджия (начало 5500 – 5400 г. пр.н.е.), наречена Блатница – старото име на Дуранкулашкото езеро. Има учени, които и днес приемат откритията в Дуранкулашкия археологически комплекс като аргумент в подкрепа на хипотезата за „Потопа в Черно море“, катаклизъм, който е имал фатални последици за обитателите на Големия остров и за носителите на късноенеолитната култура Варна.

## Праисторически паметници
Археологическите проучвания в Дуранкулак започват през 1974 година. Те са ръководени от Хенриета Тодорова, Кирил Ботов и Тодор Димов. След 2015 година същите се ръководят от Иван Вайсов и Владимир Славчев. Резултатите от археологическите проучванията показват, че:
- Първо е бил заселен югозападният бряг на днешното Дуранкулашко езеро където е открито късно неолитно селище с частично вкопани куполовидни едноетажни жилища. Първото заселване на Добруджа се е осъществила през периода 5500/5400 – 5100/5000 г. пр. Хр. От това време е и късно неолитното селище при Дуранкулашкото езеро. Това е най-ранната фаза Блатница на културата Хаманджия.
- Към 5100 – 5000 г. пр. Хр. обитателите изоставят селището на брега и се установяват на естествено защитения полуостров срещу него (днес Големия остров с площ от около 20 декара). Тук те изграждат едно ново, енеолитно селище съществувало от 5100/5000 до 3800 г. пр. Хр. Неговите сгради са с правоъгълен план с късата страна от към север и юг, ориентирани по посоките на света. Досега тук са проучени 27 сгради, някои от които обитавани от по един род от по 15 – 20 души. Енеолитната селищна могила на Големия остров има осем хоризонта. Първите два (хоризонти VIII и VII) са от времето на ранния енеолит – култура Хаманджия. Следващите 4 (хоризонти VI — III) са от времето на късния енеолит – култура Варна. В ранно енеолитното селище от времето на култура Хаманджия е открита една значима обществена сграда (сграда 8) вероятно дворец и/или храм с площ над 220 m².

Основите на стените на енеолитните сгради са направени от масивни каменни плочи, със запазена височина до 0,70 м. Те са надзидани с широки глинени пояси. Някои от сградите са били с едноскатен покрив, но повечето – с двускатен такъв. Покривното покритие е направено от стеблата на блатна растителност (тръстика), слама и/или сено. Площта на праисторическите жилищата в Дуранкулак варира от 80 до 250 m² с пропорции – дължина към ширина приблизително 1/3. Повечето от сградите имат две основни помещения. Възможно е във височина подпокривното пространство частично или изцяло да е оформен втори етаж. Стените на сградите са измазани отвътре с пречистена, жълта глина. В една от репрезентативните сградите (сграда 5/VII) са открити следи от оцветяване на стените с минерални бои и геометрични рисунки. Постройките са разделени улици с ширина 1.00 – 1.50 метра. В праисторическите селища, най вече тези от късния енеолит (култура Варна) са открити и плътно прилепени една към друга постройки, като разстоянието между тях е само 10 – 20 см.
Енеолитното население в района на Дуранкулак е отглеждало пшеница, ечемик, фий и леща, както и различни видове домашни животни. Археологическите данни свидетелстват за развита земеделско-скотовъдна икономика, допълвана от лов и риболов, които също играят важна роля в ежедневната хранителна диета на обитателите. Установени са следи от активна разменна търговия, включително с региони от Средиземноморието, откъдето са внасяни ценни раковини като Spondylus и Dentalium. Според проф. В. М. Массон и проф. Хенриета Тодорова тези материали вероятно са функционирали и като паричен еквивалент в рамките на системи за обмен с висока стойност. От тях са изработвани изящни украшения и декоративни елементи, използвани за украса на облекла носени от членове на общността с висок социален статус.
Енеолитното население в Дуранкулак е притежавало завидни познания и в областта на металургията, както по отношение на обработката на злато, така и на медта. Археологическите находки свидетелстват за изработка на украшения от материали като малахит, халцедон, серпентинит и различни видове раковини. Част от използваните суровини са с несигурен или отдалечен произход, което показва наличие на обменни мрежи и достъп до вносни материали.
Обществото е имало ясно изразена йерархична социална структура, включваща първенци, войнствени младежи и жрици. В този период са особено развити култовете към плодородието, огъня, слънцето и предците (мъртвите). Антропоморфните фигурки, представящи обобщени човешки образи, са изработвани с голяма прецизност и притежават добре полирана повърхност. Върху някои от тях се откриват врязани знаци, които вероятно имат символно и/или ритуално значение.
На брега, южно от къснонеолитното селище, в местността „Нивата“, възниква най-големият досега известен праисторически некропол – Дуранкулашкият некропол. В него са регистрирани над 1400 погребения, от които са археологически са проучени 1204 гроба. Некрополът е използван в продължение на повече от хилядолетие – от около 5500 до 3800 г. пр.н.е.
Погребалната обредност е силно структурирана и показва ясни социални и културни норми. Мъжете обикновено са полагани изпънати по гръб с глава, ориентирана на север, докато жените и децата са погребвани в свита позиция (поза хокер), легнали на една страна. Гробният инвентар включва различни видове дарове: украшения, кремъчни и каменни сечива, съдове, храни, както и антропоморфни фигурки. Разнообразието и богатството на инвентара свидетелстват за наличието на социална стратификация и култови практики, свързани със смъртта и представите за отвъдното.
На западния бряг на Дуранкулашкото езеро, в пространството между острова и енеолитния некропол, през Протобронзовата епоха (ок. 35–34 в. пр.н.е.) са издигнати няколко погребални могили, обединени в могилен некропол. Според някои изследователи тези могили бележат началото на заселването на района от прото-тракийско население, чието културно присъствие отбелязва важен преход между енеолитните и бронзовите култури на Североизточна България.
В периода между 34 и 30 век пр.н.е. настъпва съществено влошаване на климатичните условия, съпроводено с повишаване на морското равнище с приблизително 12–15 метра. Тези екологични промени, в комбинация с предполагаеми нашествия на северни племена и засилващо се социално неравенство в енеолитните общества, водят до прогресивно обезлюдяване на района и до залеза на високoразвитата енеолитна цивилизация, съществувала в региона на Дуранкулак.

## Антични паметници
- През късната бронзова епоха в XIII в. пр.н.е. и началото на ранножелязната на южния склон на острова извън селищната могила възниква укрепено тракийско селище добре проучено от археолозите. Това е единственият изцяло изследван обект на Балканския полуостров от времето на Троянската война, когато започва генезиса на Тракийската племенна общност, част от която са гетите населявали този край в античността.
- Друго такова селище от късната бронзова и ранната желязна епоха е локализирано в югоизточния край на с. Дуранкулак отново при езерото. То все още не е проучено.
- В полята около езерото има десетки тракийски могили и такива от античността. Те са описани при теренни обхождания, но все още не са проучени.
- Забележителен паметник открит на Големия остров е от IV-III в. пр.Хр. — началото на Елинистичната епоха. На 26 м навътре в скалния масив е изсечен елинистически пещерен храм на трако-фригийската Велика майка богиня. Това е позната могъща богиня майка  Кибела, култ възприет в Мала Азия от траките, техните наследници и съседните им други племена. Тя е малко по-страховита и близка до първообраза си, посестрима на балканските Бендида и Деметра. Този внушителен по размери храм е без аналог в Европа и е единственото нейно открито пещерно светилище на континента. На българска територия са открити и най-ранните за континента култови фигури на богинята. Светилището е изградено във вътрешността на карстова пещерна ниша състояща са от две успоредни пещери ниско на равнището на езерната повърхност дооформена в дълъг правоъгълник разделен по средата с преграда. Открит е случайно едва след като е разчистен пропадналият му свод. При разкопките са открити: оброчна плоча на богинята, няколко старогръцки чернофирнисови (червенофигурни) кантароса, амфорна тара, дръжки с печати и др. Храмът на Кибела е разположен в южния склон на Големия остров.
- На западния бряг на Дуранкулашкото езеро е открит и частично проучен античен некропол от елинистическата епоха. Той е съществувал близо 700 години от III в. пр.н.е. до IV век. Открити са 41 гробни съоръжения. Те са с различна типология, архитектура и културна принадлежност. Между тях се открояват късноантичените гробниците-катакомби, характерни за скито-сарматска племенна общност. Открити са много ценни погребения с бронзови украшения и други богати дарове.
- В местността „Катмера“ (Паткарника) край Дуранкулашкото езеро се намира още едно непроучено късно антично селище. Не е изключена в даден период от съществуването си то да използвано не само от траките, но и от сарматите и обитателите му да са използвали споменатия античен некропол.

## Средновековни паметници
Забележителни са и находките, свързани с ранната българска история. През 1978 г. в района е открит прабългарски календар-рабош, датиращ от периода 9—10 век.
- През 9 век целият остров е зает от укрепено прабългарско селище, което просъществува до падането на региона под византийска власт в началото на XI век. Резултатите от изследванията са публикувани в „Дуранкулак“, т. 1, София, 1990 г. Жилищата в селището са с площ около 35–40 кв. м, някои от тях – кръгли, наподобяващи юрти. Те са групирани в 15 квартала и са разположени плътно едно до друго. Обитателите са били не само уседнали земеделци, но и добри занаятчии. Установено е съществуването на капище с по-късно зазидан вход и превърнато в християнска църква. Това свидетелства, че селището е възникнало преди официалното покръстване и е продължило да функционира и след него. Погребалните практики обаче стриктно следват християнския обред, което свидетелства, че част от пришълците са били християнизирани още преди заселването си в района на Дуранкулак.
- На западния бряг на Дуранкулашкото езеро е проучен старобългарски некропол, съдържащ над 500 гроба, от които са разкопани 279 погребения.

Разкопките и изследванията на Дуранкулашкия археологически комплекс се осъществяват с променлива интензивност вече повече от пет десетилетия. По-голямата част от археологическите находки се съхраняват в Регионалния исторически музей в град Добрич. Малка експозиция, представяща артефакти от различни исторически периоди, е уредена в читалището в село Дуранкулак. Част от експонатите могат да бъдат видени и в Зеления образователен център в град Шабла. Избрани находки се съхраняват и в Националния исторически музей в София.
В Археологически комплекс Дуранкулак са открити ценни свидетелства както за древните българи, така и за Европейската и световна история за най-древната прото-цивилизация на Европа развила се на това място, преди повече от 70 века, като поселищният живот на това място е продължил цели 6000 години, от новокаменната епоха (късния неолит) до залеза на Първата българска държава.